# Chloropoea hirce
Chloropoea hirce är en fjärilsart som beskrevs av Dru Drury 1782. Chloropoea hirce ingår i släktet Chloropoea och familjen praktfjärilar. Inga underarter finns listade i Catalogue of Life.